# Landstigningsbåt L-50
Landstigningsbåt L-50 också känt som L50-båtar var en typ landstigningsfartyg som användes i den svenska flottan och det svenska Kustartilleriet från 1950-talet till 1980-talet.
L50-båtarna kunde bära både personal samt små stridsvagnar och utvecklades speciellt för landstigning av kustjägare under beskjutning. Under korsningen skyddades personalen bakom fartygets stålskrov och en massiv ramp förut. Fartyget var också byggt med en plan botten och kunde därför springa långt in på långgrunda stränder utan markservice. När fartyget hade sprungit så nära land som möjligt, gick rampen fort ner och personal stormade i land, om nödvändigt genom bruk av "Växelvis framryckning". Målet var normalt att etablera ett brohuvud för att säkerställa landningen av huvudstyrkan. Sedan kunde nästa fas av operationen starta.

## Fartyg i klassen
- L-51 – Flottan
- L-52 – Flottan → Hårsfjärden
- L-53 – Flottan → Karlskrona kustartilleriregemente (KA 2) → Flottan
- L-54 – Flottan → Karlskrona kustartilleriregemente (KA 2)
- L-55 – Flottan → Hårsfjärden